# Cláudio Pastro
Cláudio Pastro (São Paulo, 15 de outubro de 1948 - São Paulo, 19 de outubro de 2016) foi um artista plástico brasileiro dedicado a trabalhos de arte sacra. Considerado por especialistas, o maior nome da arte sacra em seu tempo.

## Carreira

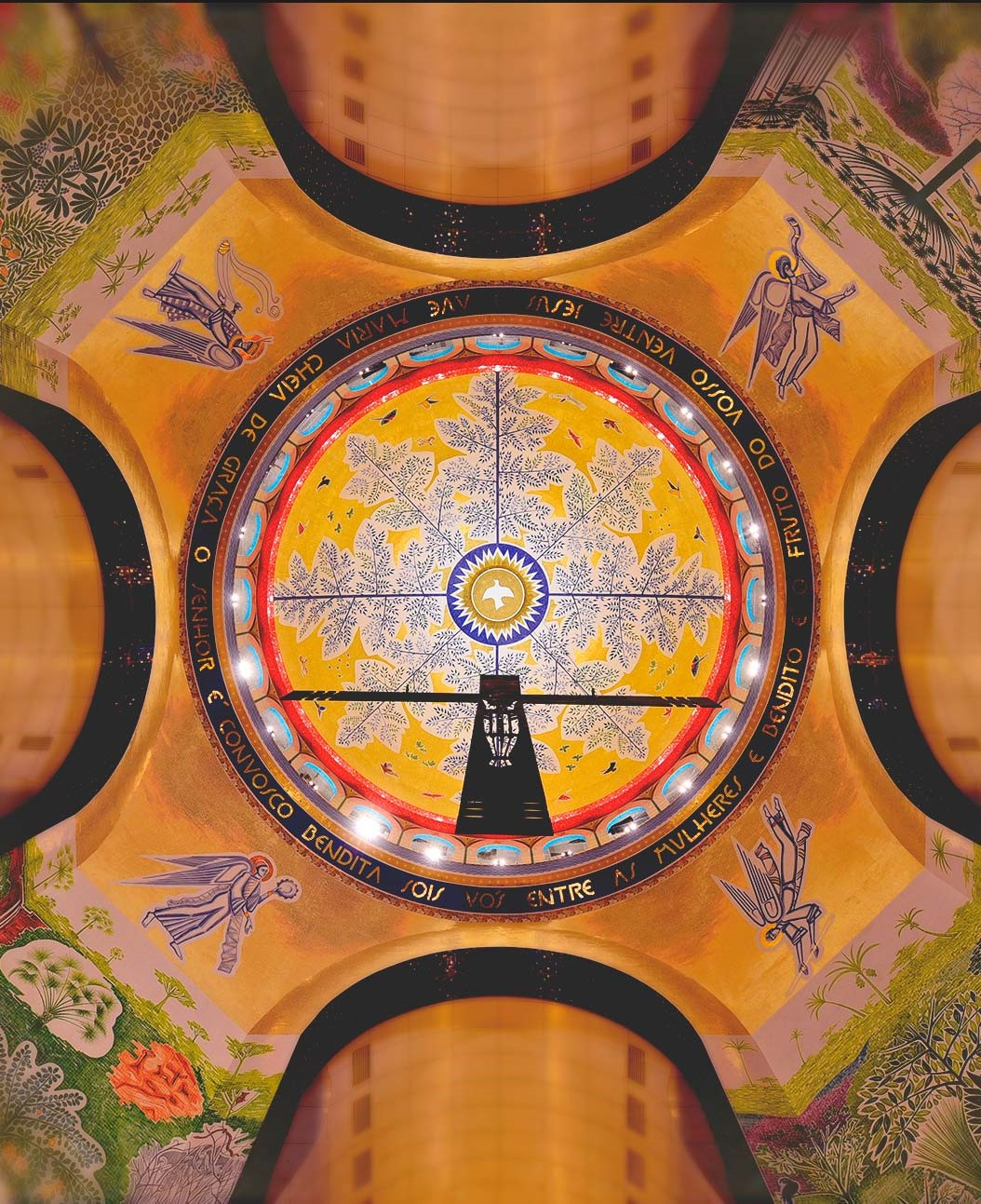
A cúpula e o baldaquino da Basílica de Aparecida, uma das últimas obras assinadas por Pastro.

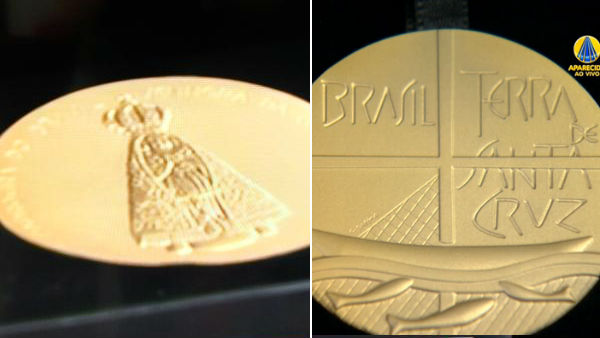
Medalha comemorativa pelos 300 anos do encontro da imagem de Nossa Senhora Aparecida.

Desde 1975, Pastro se dedicou à arte sacra, tendo cursado teoria e técnicas de arte na Abbaye Notre Dame de Tournay (França), no Museu de Arte Sacra da Catalunha (Espanha), na Academia de Belas Artes Lorenzo de Viterbo (Itália), na Abadia Beneditina de Tepeyac (México) e no Liceu de Artes e Ofícios de São Paulo.
Realizou pinturas, vitrais, azulejos, altares, cruzes, vasos sagrados e esculturas para  presbitérios, capelas, igrejas, mosteiros e catedrais, não apenas no Brasil, como também na Argentina, Bélgica, Itália, Alemanha e Portugal.[carece de fontes?]
Ilustrou  os seguintes livros: Os diálogos de São Gregório Magno (Alemanha), Vida de Santo Antônio (Itália), Músicas natalinas para crianças (Itália), A Virgem de Guadalupe (Alemanha, Espanha e Brasil), entre outros.
Lecionou cursos de Estética e Arte Sacra em seminários, escolas teológicas, mosteiros, museus e faculdades, e dedicou ao vasto projeto de ambientação do Santuário Nacional de Aparecida.
Foi o responsável pela reforma da Sé Catedral de Uberlândia, Minas Gerais, na década de 90, adequando-a às orientações do Concílio Ecumênico Vaticano II, cuja pintura do painel central tem inspiração escatológica no livro da Revelação. Colaborou, ainda, para restauração da obra realizada nos últimos anos.
Em 2001, a convite de Dom Aloísio Lorscheider, foi oficializado como o único artista a dar andamento nas obras internas da Basílica de Nossa Senhora Aparecida, local onde, talvez, está a maior concentração de suas obras artísticas.
Entre as obras mais recentes do artista, estão o monumento em honra a Nossa Senhora Aparecida nos Jardins do Vaticano e a medalha comemorativa pelos 300 anos do encontro da imagem de Nossa Senhora Aparecida.
Foi o artista escolhido pela Santa Sé para conceber a imagem do Cristo Evangelizador do Terceiro Milênio, para as celebrações do Jubileu do ano 2000, obra que se encontra permanentemente exposta no Vaticano.
Morreu na madrugada do dia 19 de outubro de 2016, aos 68 anos, após sofrer um AVC. Seu velório e seu enterro ocorreram no Mosteiro Nossa Senhora da Paz, em Itapecerica da Serra, no estado de São Paulo.

## Títulos
- Doutor Honoris Causa pela Pontifícia Universidade Católica do Paraná (PUCPR). 2008.